# نادية رشاد الهندي
نادية رشاد الهندي (ولدت في 8 فبراير 1972)، لاعبة تنس طاولة أولمبية أردنية. 
مثلت الأردن في دورة الألعاب الأولمبية الصيفية 1992 في برشلونة. وهي الآن عضو في اتحاد التنس الأردني.

## المشاركة الأولمبية

### الألعاب الأولمبية الصيفية 1992
كانت نادية أصغر مشاركة في الأردن في تلك البطولة، حيث تبلغ من العمر 20 عاماً و 173 يوماً.

## روابط خارجية
- نادية رشاد الهندي على موقع اللجنة الأولمبية الدولية (الإنجليزية)
- نادية رشاد الهندي على موقع أوليمبيديا (الإنجليزية)

- Nadia Rashad Al-Hindi at olympic.org